# 布里登山宝库
52°03′36″N 2°03′47″W / 52.060°N 2.063°W
布里登山宝库（又称布里登山罗马硬币宝库）是一座收藏着3784个贬值的罗马银币，它于2011年六月被两个金属探测家在英国乌斯特郡布里登山（一座铁器时代的山堡）的一个农场上发现。在随后的考古挖掘中人们证实，硬币是在一个公元四世纪中叶被埋在罗马住宅下的粘土坩埚里找到的。硬币包括了公元三世纪下叶十六个不同皇帝的统治时期，是乌斯特郡到现在为止发现的最大的罗马硬币宝库。

## 发现

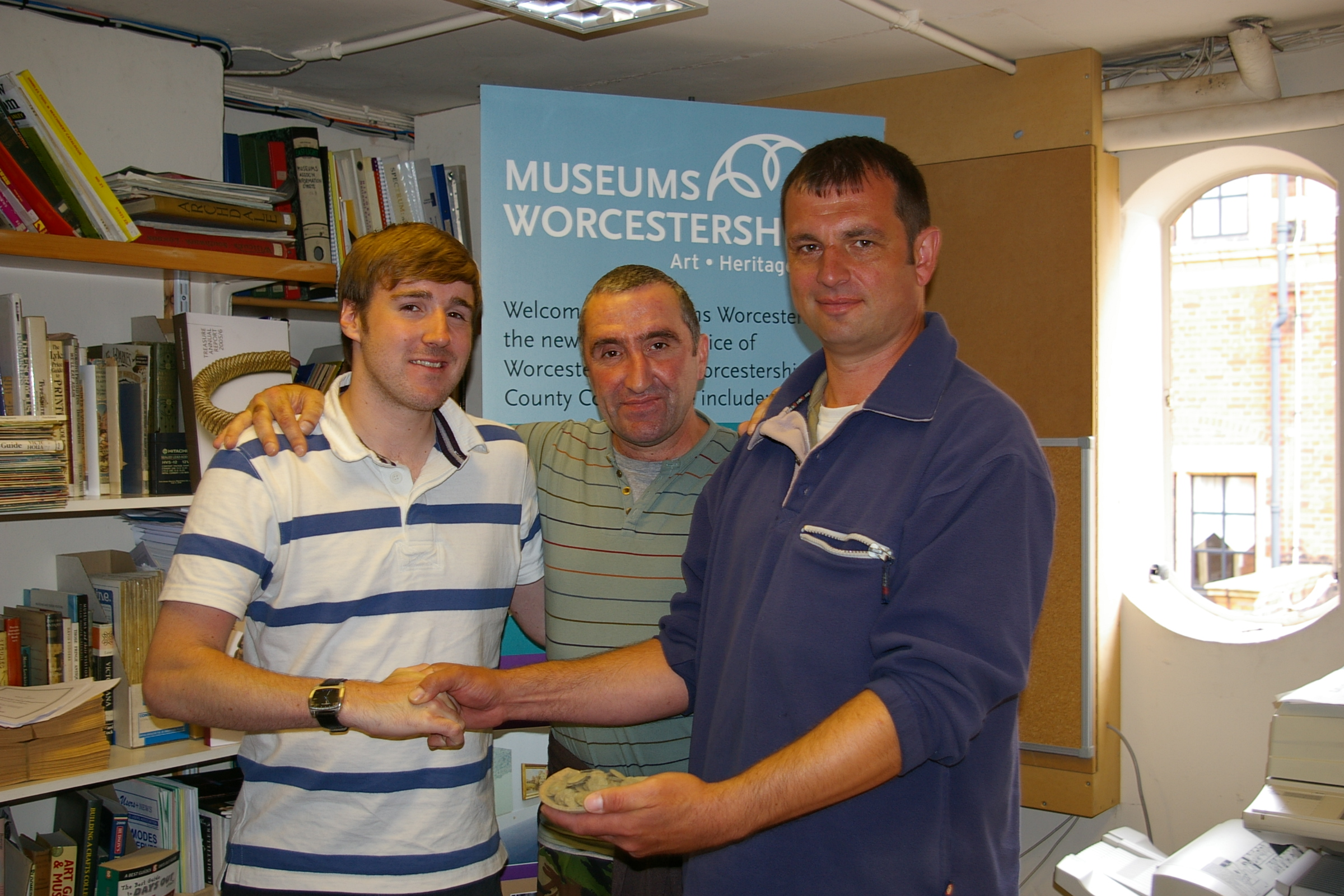
Metal detectorists Jethro Carpenter and Mark Gilmour with Richard Henry, the local Finds Liaison Officer

宝库是被杰斯罗·卡朋特和马克·吉尔摩两位金属探测家2011年6月18日在雷迪奇的布里登山农场发现的。他们曾经常常在得到农场主人许可的情况下，在这里探测金属。当他们的探测器显示发现金属成分时，他们找到了一颗钉子。然而当金属探测器仍然显示发现金属物质时，他们继续挖掘找到了一些陶瓷碎片，后而在地下50厘米的地方找到了一些硬币。当他们意识到他们填上的地坑里有更多的硬币时，6月20日他们向理查德·亨利，乌斯特郡和西米德兰兹地区可移动文物规划所的联络指挥官。

## 挖掘
6月21日考古学家针对这个地区进行了初步的调查，随后，为期两周的深度挖掘在7月初展开。挖掘证明宝库被放置在一座住宅的废墟中，这情况非常少见，因为大多数罗马宝库都被埋藏在远离建筑物的空旷田野上。考古学家对该地点的三个不同层次进行了挖掘。最底下的一层包含了半木质住宅的石头地基，里面有一些人工制品和可以追溯到公元二世纪到三世纪晚期的硬币。第二层里面有木质住宅的柱坑，包含了公元三世纪到四世纪的陶瓷，还有两枚三世纪晚期的硬币。最上面一层则包括了公元四世纪或五世纪早期的陶瓷碎片。布里登山宝库被发现于最上面的一层中。在宝库坑边上的土壤里，他们发现了一个公元355到361年的硬币，暗示了宝库是在公元四世纪被埋葬的，比坩埚中最晚的硬币要晚了几乎一百年。
当硬币从土壤中被转移后，它们被晾干了。7月15日，总重11千克的硬币被带到伦敦大英博物馆保护和认证。

## 发现的物品
宝库收藏了3874个银辐射硬币，包括了十个中央罗马帝国和六个高卢帝国皇帝的统治时期，跨越了38年的范围，从公元244年到282年。硬币发现于公元三世纪的塞文河谷器皿型粘土坩埚。
| 统治时期                   | 时间       | 硬币个数 | 帝国     |
| -------------------------- | ---------- | -------- | -------- |
| 菲利普斯二世               | 247-249    | 1        | 中央帝国 |
| 萨洛尼努斯                 | 259 or 260 | 2        | 中央帝国 |
| 瓦莱里安一世               | 253-260    | 1        | 中央帝国 |
| 加里恩努斯                 | 260-268    | 433      | 中央帝国 |
| 萨洛尼娜（加里恩努斯之妻） | 253-268    | 48       | 中央帝国 |
| 克劳多斯二世               | 268-270    | 352      | 中央帝国 |
| 克劳狄                     | 270-271    | 77       | 中央帝国 |
| 昆提卢斯                   | 270        | 23       | 中央帝国 |
| 奥里利安                   | 270-275    | 17       | 中央帝国 |
| 塔西佗                     | 275-276    | 15       | 中央帝国 |
| 弗洛里安                   | 276        | 3        | 中央帝国 |
| 普罗布斯                   | 276-282    | 36       | 高卢帝国 |
| 波斯图穆斯                 | 260-269    | 67       | 高卢帝国 |
| 利利昂                     | 269        | 7        | 高卢帝国 |
| 马里厄斯                   | 269        | 9        | 高卢帝国 |
| 威特瑞斯                   | 269-271    | 817      | 高卢帝国 |
| 维克托里努                 | 271        | 1        | 高卢帝国 |
| 泰特里库斯一世             | 271-274    | 1159     | 高卢帝国 |
| 泰特里库斯二世             | 272-274    | 485      | 高卢帝国 |
| 不确定                     | Example    | 212      | Example  |
| 重复                       | Example    | 42       | Example  |
| 无法识别                   | Example    | 67       | Example  |

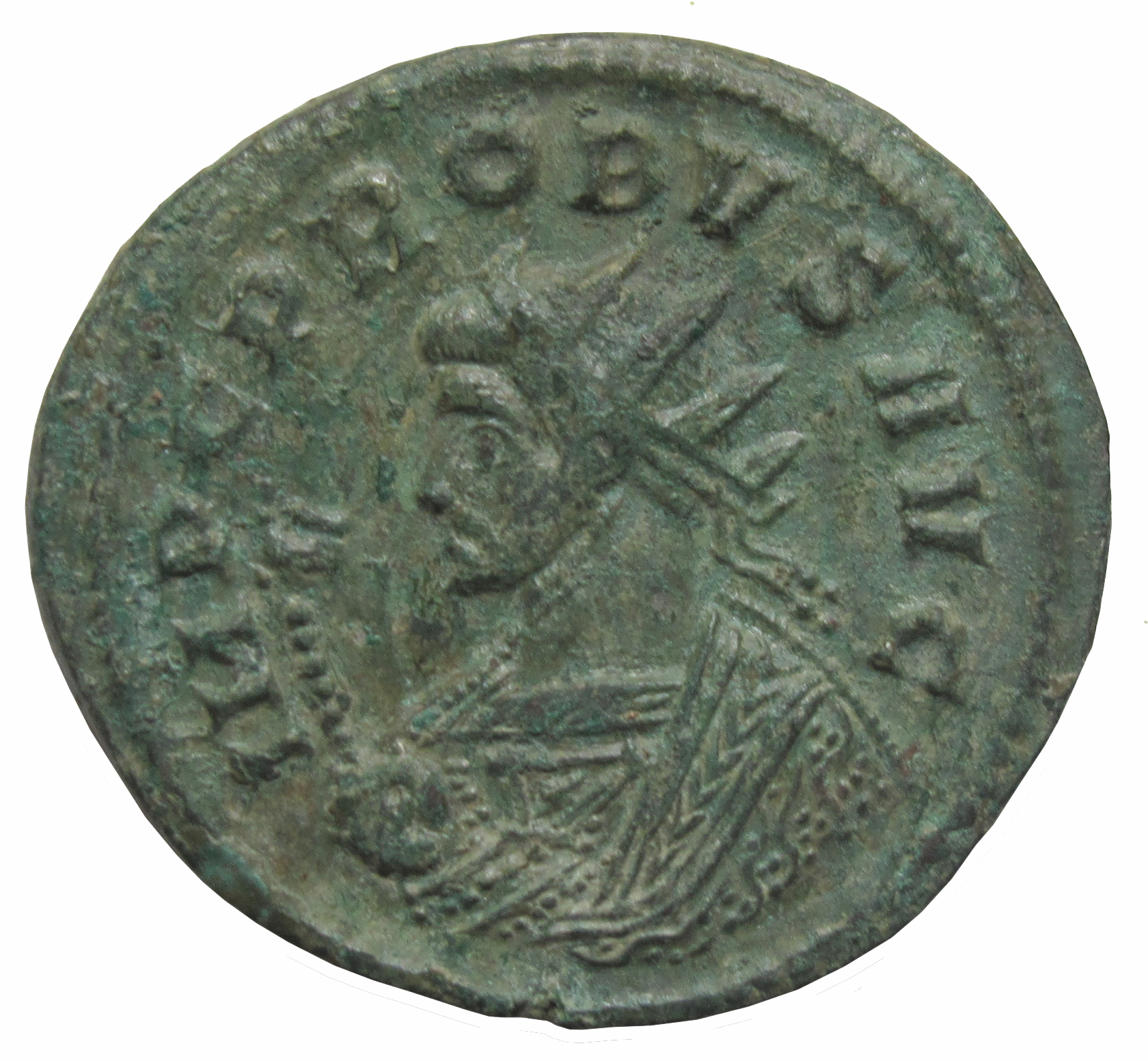
A radiate coin from the reign of Emperor Probus (276–282)

虽然宝库中的所有都名义上是银制、并且含银量在90%以上，他们中间的大多数都严重地贬值了，和含银量1%的价钱没什么差别。有一些经过了公元274年奥里利安货币制度改革的硬币被标记了字母“PXXI”，这些硬币的含银量要稍微更高一些。

## 估价与展示

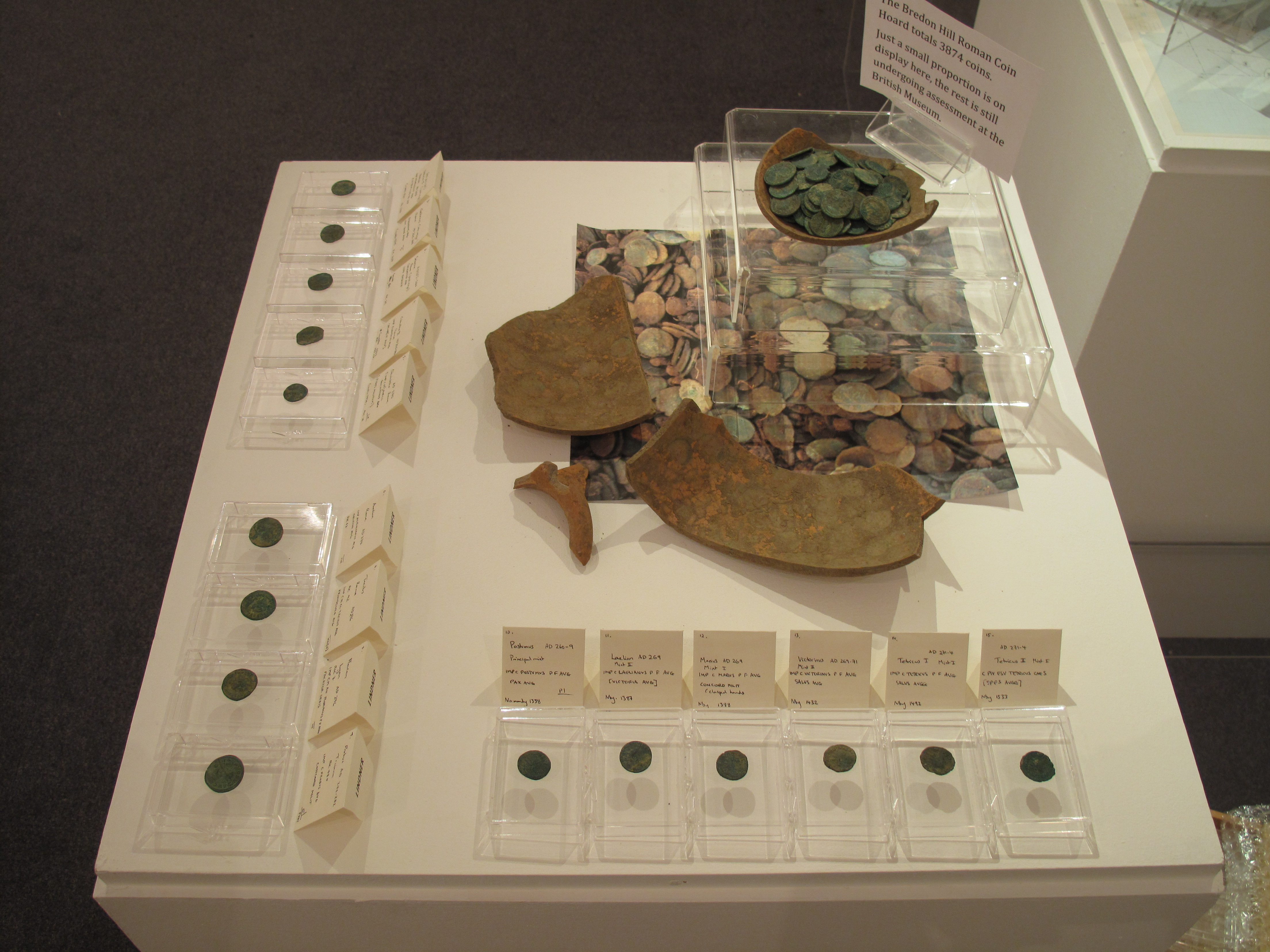
The hoard on display at the Worcester City Art Gallery & Museum

关于宝库的评估会是在2011年11月16日举办的，硬币被宣布成为国家保护文物。在1996年的文物行动中硬币正式地经过了文物评估委员会的评审，然后将会被博物馆购买，费用部分分给发现者与布里登山的地主作为奖励。
伍斯特城市艺术美术馆与博物馆表明想要购买宝库，并且在公众里开始为之筹款。一些硬币被该博物馆于2011年10月22日至11月26日进行了临时的展示。